# Maria (jawor)
Maria – klon jawor rosnący przy budynku Narodowego Instytutu Onkologii im. Marii Skłodowskiej-Curie – Państwowego Instytutu Badawczego przy ul. Wawelskiej 15 w Warszawie.

## Opis
Uważa się, że jawor został zasadzony przez Marię Skłodowską-Curie 29 maja 1932 roku, w dniu otwarcia powstałego z jej inicjatywy Instytutu Radowego. Dzień ten ogłoszono Dniem Nauki Polskiej. Otwarcie Instytutu było ostatnią okazją do jej wizyty w Polsce, gdyż w tym czasie cierpiała na chorobę popromienną. W uroczystości oprócz niej udział wzięli przywódcy państwa, z prezydentem Ignacym Mościckim oraz naukowcy, w tym nadzorująca budowę Bronisława Skłodowska-Dłuska. Według analiz zdjęć z uroczystości w rzeczywistości Skłodowska-Curie i Mościcki zasadzili obok siebie dwa graby, natomiast jawor już rósł w okolicy. Oznacza to, że prawdopodobnie wykiełkował pod koniec XIX w.
Instytut Radowy, później przekształcony w Narodowy Instytut Onkologii im. Marii Skłodowskiej-Curie – Państwowy Instytut Badawczy, był szpitalem, a ogród z drzewem Marii Skłodowskiej-Curie był jego częścią. Oprócz swojego drzewa Maria Skłodowska-Curie zasadziła dwa głogi – jeden poświęcony Marie Mattingly Meloney – jednej ze sponsorek instytutu, drugi poświęcony prezydentowej Michalinie Mościckiej. Graby sadzone przez Skłodowską-Curie i Mościckiego znajdowały się wzdłuż chodnika jako elementy szpaleru, który następnie częściowo wycięto w związku z rozbudową instytutu. Jawor „Maria” znajduje się na wewnętrznym terenie Instytutu Onkologii, obok którego znajduje się park im. Marii Skłodowskiej-Curie z jej pomnikiem (autorstwa Ludwiki Nitschowej). Obiekty te są, w szerszym ujęciu, elementem ścieżki edukacyjnej Marii Skłodowskiej-Curie.
Mimo że nie jest wyjątkowo okazałym czy starym okazem jawora, ze względów kulturowych, jako drzewo upamiętniające dwukrotną polską noblistkę, w 2012 r. został uznany za pomnik przyrody. Jego parametry według rejestrów to 19 m wysokości i 232 cm obwodu. Przy powoływaniu ochrony pomnikowej jego stan zdrowotny określono jako bardzo dobry i podkreślono wysoką wartość przyrodniczą i krajobrazową. Wokół pomnika wyznaczono strefę 15-metrową dla ochrony biernej i czynnej. Prezydenta Warszawy, jako osobę nadzorującą, zobowiązano do monitorowania i ogrodniczej pielęgnacji drzewa. Uchwała z 30 sierpnia 2012 r. powołująca pomnik weszła w życie 10 października tego samego roku.